# Sebald Städtler
Sebald Städtler (* 23. Februar 1689 in Roth; † August 1740 in Großwardein in Ungarn) war ein kaiserlicher Feldproviantverwalter und Wohltäter.

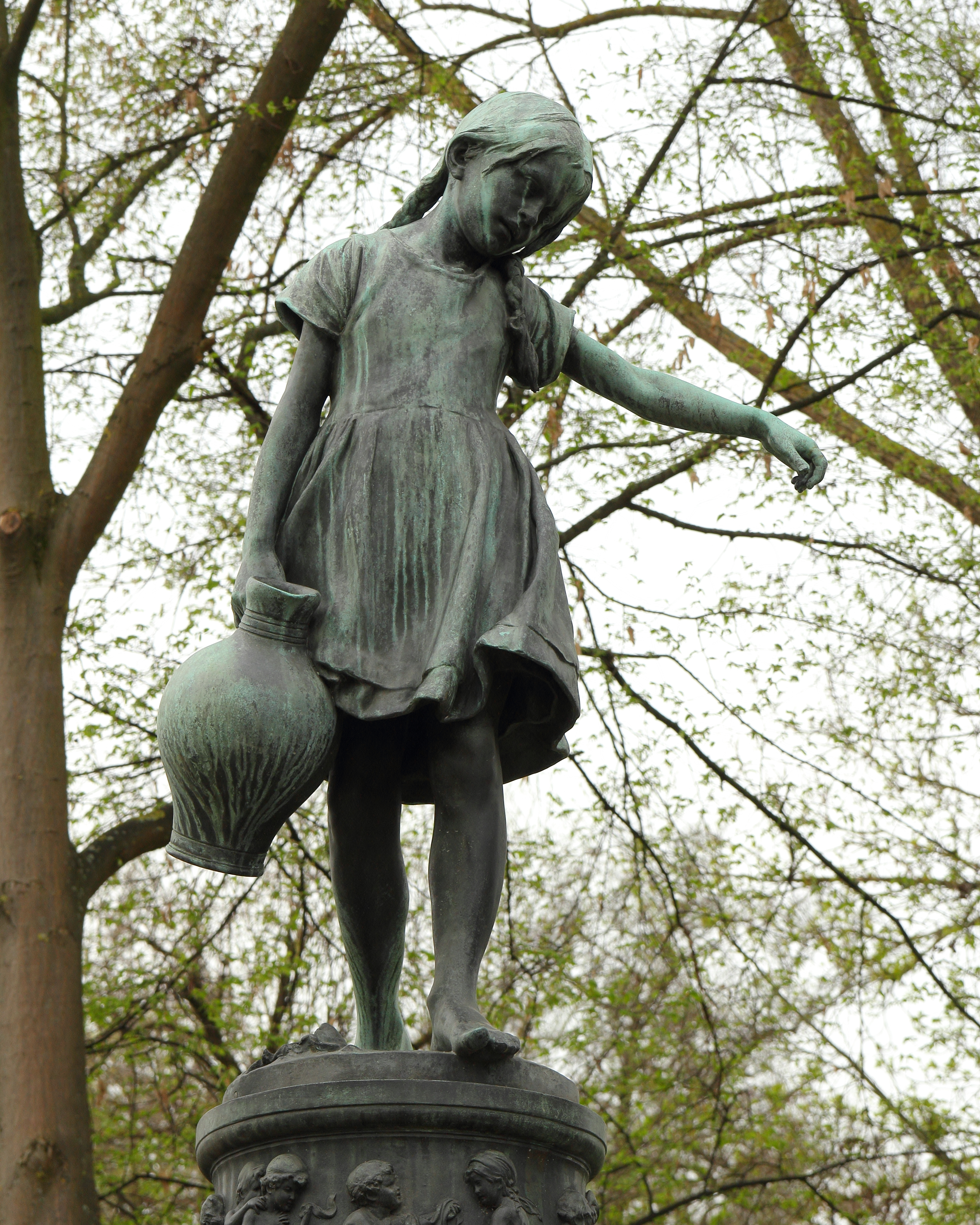
Städtler-Brunnen

## Leben
Städtler wurde als Sohn eines Bäckermeisters in Roth, in der Hauptstraße 33a, geboren. Er trat 1722 in die kaiserliche Armee ein. Als Proviantverwalter nahm er am Feldzug gegen die Türken teil. Er starb, vermutlich an einer Seuche, im August 1740 im ungarischen Großwardein.
Kurz vor seinem Ableben hat er in seinem Testament verfügt, dass die Stadt Roth den größten Teil seines Vermögens, damals über 20.000 Gulden, erhielt. Diese Summe solle die Stadt zunächst anlegen, um mit dem verzinsten Kapital von 30.000 Gulden ein einstöckiges Haus zu bauen, das für einen Pfleger und zwölf pflegebedürftige Männer eine lebenslange Wohnung, Speis und Trank bietet.
Obwohl das Kapital bereits 1765 erreicht wurde, konnte aufgrund von politischen Wirren und den napoleonischen Kriegen der Wunsch erst 1836 realisiert werden.
In Gedenken an den Wohltäter von Roth wurde 1909 der „Städtlerbrunnen“ von Hans Rößner errichtet. Auch die Städtlerstraße ist nach ihm benannt.

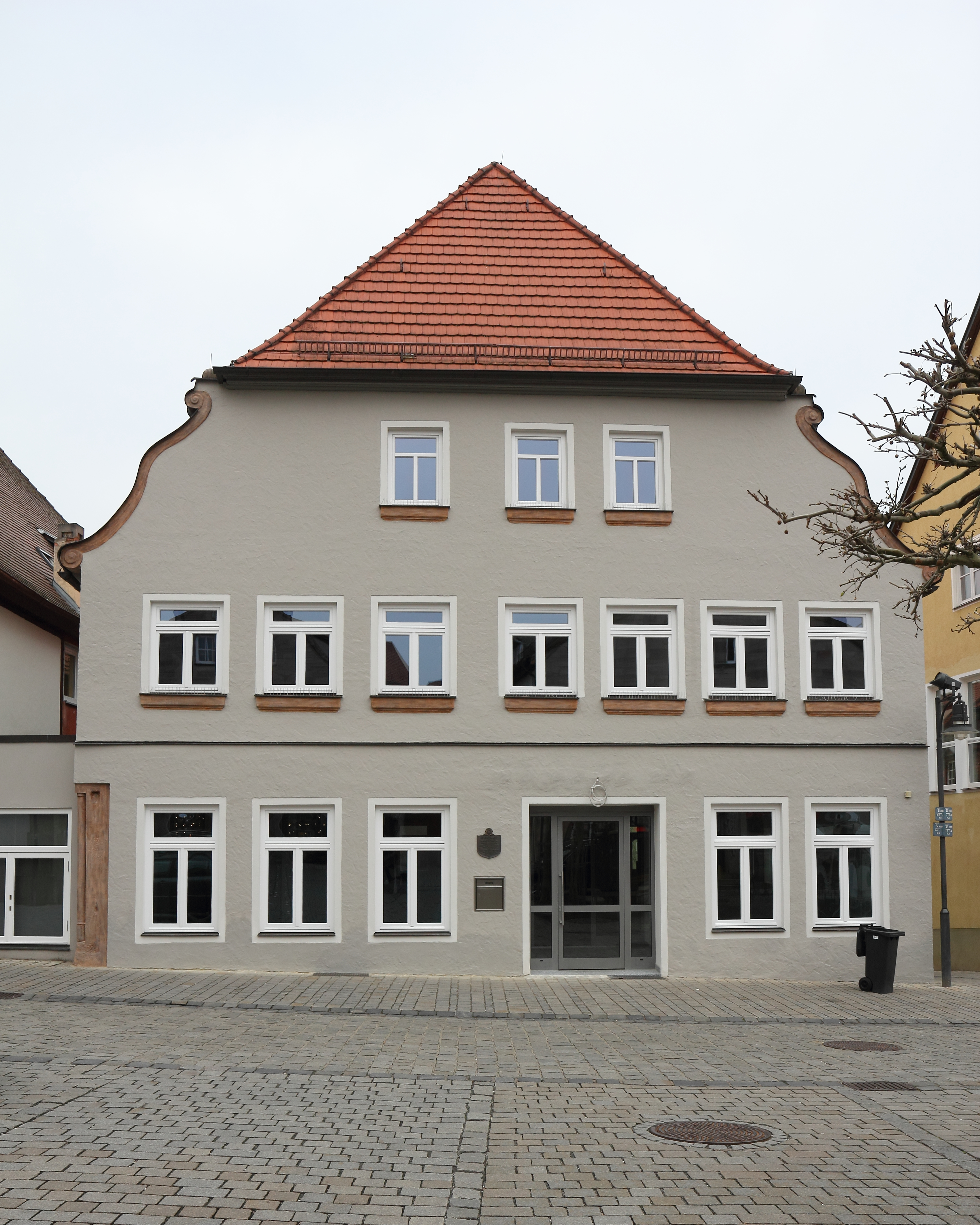
Städtlers Geburtshaus Hauptstraße 33a
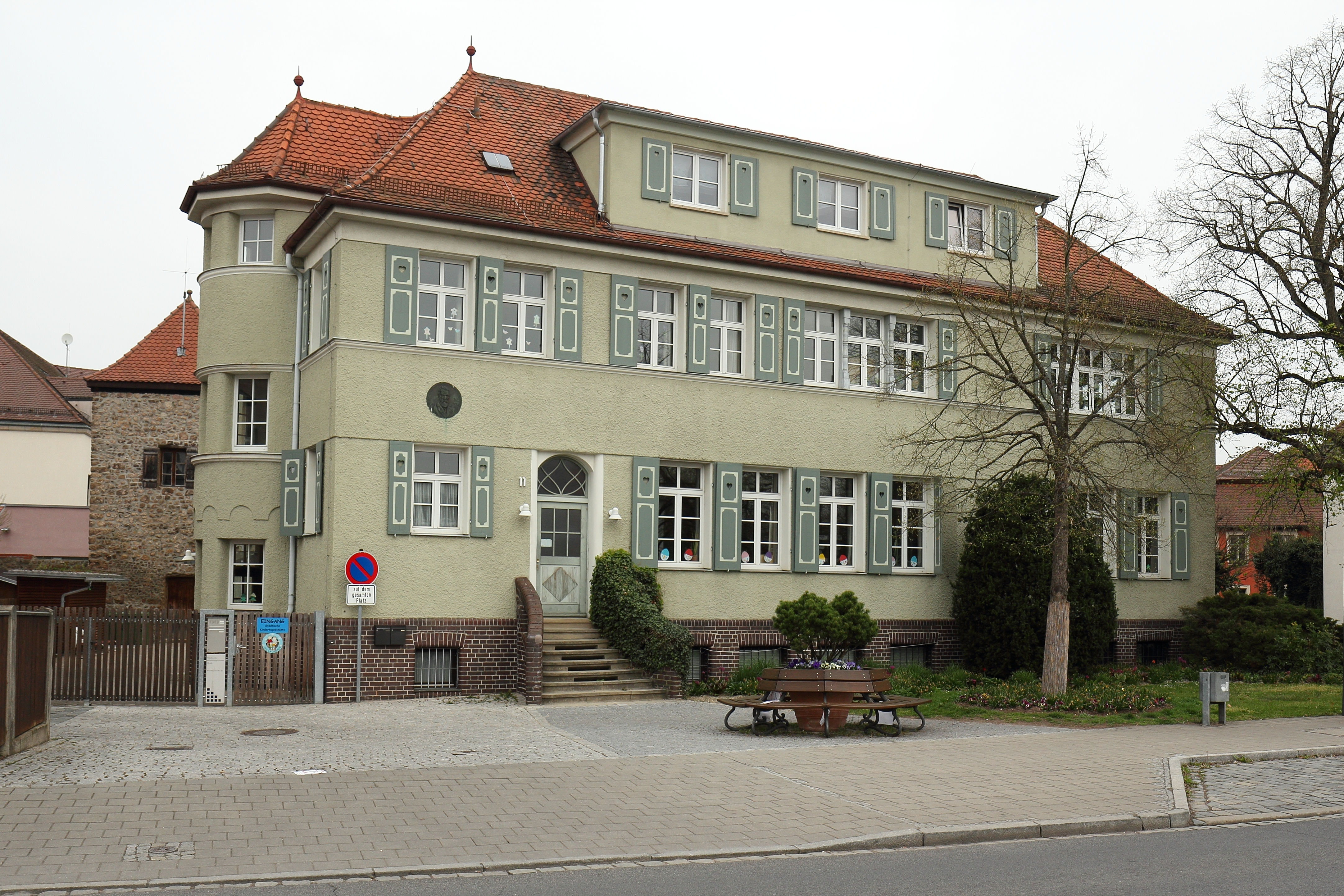
Städtischer Kindergarten (alte Haushaltungsschule) Städtlerstraße 11
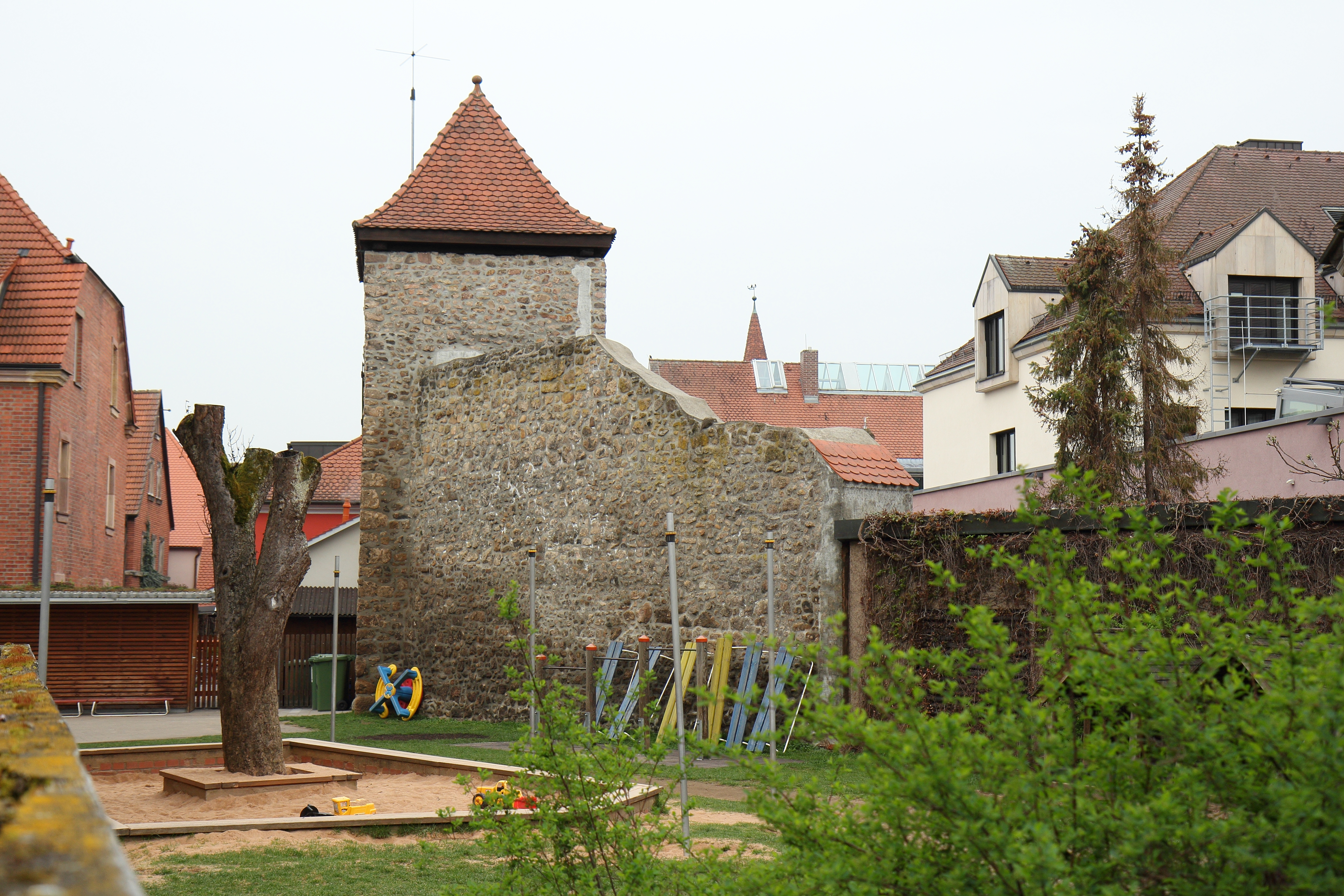
Stadtmauer und Turm, 14. Jh. – Garten Städtlerstraße 11